# Fernand Pelloutier
Fernand Pelloutier (ur. 1 października 1867 w Paryżu, zm. 13 marca 1901 w Sèvres) – francuski działacz i teoretyk anarchosyndykalistyczny.

## Życiorys
Od 1895 aż do śmierci Pelloutier był sekretarzem Giełd Pracy (fr. Bourses du Travail), jednej z głównych francuskich organizacji zrzeszających pracowników. Zastąpił go na tym stanowisku Georges Yvetot. (W 1902 Giełdy Pracy weszły w skład Powszechnej Konfederacji Pracy.)
Początkowo marksista, zwolennik Jules'a Guesde; następnie anarchizmu. Rozwijał koncepcję bezpaństwowego "społeczeństwa producentów", opartego na zasadzie stowarzyszania się autonomicznych, lokalnych jednostek produkcyjnych w federacje. Przejście do nowego ustroju społecznego miało nastąpić dzięki strajkowi generalnemu – był przeciwnikiem działalności parlamentarnej i zwolennikiem akcji bezpośredniej.
Uważał, że ustrój polityczny jest odzwierciedleniem systemu ekonomicznego; państwo, jako aparat ucisku wobec klasy robotniczej, nie może więc zostać zachowane, ponieważ nie da się go przystosować do gospodarki socjalistycznej.
W piśmie "Les Temps Nouveaux" przedstawił swoje rozwiązania, którymi powinien kierować się syndykalizm: Jako laboratorium walk ekonomicznych, oderwane od rywalizacji wyborczej, rządzące się anarchicznie, syndykat stanowi organizację zarazem rewolucyjną i liberalną, jedyną, która może przeciwstawić i doprowadzić do zniszczenia szkodliwych wpływów polityków kolektywistycznych. Tak więc nowy syndykalizm, to syndykalizm widzący przejaw wszelkiego zła nie w ludziach, a w instytucjach. Stawiał sobie za cel mający nadejść niebawem strajk generalny, który obok akcji sabotażowych, ma zniszczyć wraz z systemem kapitalistycznym znienawidzone państwo.
Anarchosyndykalistów od innych kierunków anarchistycznych odróżniała niechęć do inteligencji, jako tej klasy, która zawsze bogaciła się kosztem robotników. Dr Józef Zieliński, główny polski teoretyk tego nurtu, ostrzegał przed jakimikolwiek układami z tą warstwą. Jednocześnie anarchosyndykaliści nie byli tak bezkompromisowi w stosunku do państwa, jak inne kierunki anarchizmu.